# Кар'єрне поле

Рис. 1. Розкриття кар'єрного поля; a — зовнішніми траншеями; б — внутрішніми траншеями; в — загальною траншеєю; г — груповими траншеями; д — парними траншеями; e — крутою траншеєю.
.

Рис. 2. Контури кар'єрного поля: а — для пологих родовищ; б — для крутоспадаючих родовищ.

Кар'є́рне по́ле (рос.карьерное поле, англ. quarry field, open cast take; нім. Grubenfeld n, Tagebauteld n im Tagebau m) — родовище корисних копалин (або його частина) з масивом порід, відведене для розробки одним кар'єром.

## Загальний опис
Кар'єрне поле являє собою об'ємну геометричну фігуру, що характеризується розмірами у плані, глибиною і кутами укосів бортів (рис.). Воно входить складовою частиною до земельного відводу кар'єру, в межах якого розміщують відвали, промислові майданчики, транспортні і енергопостачальні комунікації та інші промислові об'єкти. Розміри кар'єрного поля визначають загальні об'єми гірничих робіт і можливу продуктивність кар'єру.
Розміри кар'єрного поля у плані по поверхні визначаються розмірами покладів по простяганню і вхрест нього, а також довжиною і шириною дна, глибиною, кутами укосів бортів, топографічними та гідрографічними умовами.  Довжина кар'єрних полів змінюється від сотень метрів до 5…6 км і в окремих випадках досягає 10…13 км. Ширина кар'єрних полів становить до 5 км.
Загальний об'єм гірської маси у межах кар'єрного поля Vк визначає виробничу потужність підприємства, термін його дії, розмір земель, що порушаються відвалами і хвостосховищами тощо.
За формою кар'єрні поля розподіляють на обширні, витягнуті та округлі. Обширні кар'єрні  поля відповідають у основному поверховому типу відкритих розробок пологих пластів і пластоподібних покладів (буре вугілля, марганцеві та залізні руди, розсипи поліметалів, вогнетриви тощо). Вони характеризуються середньою глибиною (до 100 м) при великих площах кар'єру у плані (до 10…40км2).  
Витягнуті кар'єрні поля мають великі розміри по простяганню, що в декілька разів перевищують поперечні розміри родовища. Такі поля характерні для глибинного типу відкритих розробок пластів і пластоподібних покладів крутонахиленого та крутого залягання, що витягнуті у одному напрямку (вугілля, залізисті кварцити, азбест тощо). Глибина їх досягає 500…800 м, довжина – 5…13км.

## Основні параметри
Кінцева глибина кар'єрного поля Нк (м) визначається шляхом порівняння витрат на розробку корисних копалин відкритими і підземними гірничими роботами.
Розміри дна кар'єру lд і вд визначаються шляхом оконтурювання розроблюваної частини родовища на рівні кінцевої глибини кар'єру. Мінімальні їх значення установлюють відповідно вимогам безпечного виймання й транспортування гірських порід на нижньому уступі, що становлять: lд більше або дорівнює 150 м, вд більше або дорівнює 30 м .
Кути укосу бортів кар'єрного поля βн (град.) визначаються умовами стійкості порід прибортового масиву з урахуванням розміщення транспортних майданчиків і майданчиків безпеки. Збільшення значення цих кутів призводить до зменшення об'эму порід розкриву у межах кар'єрного поля. Так, при розробці крутоспадаючих родовищ збільшення кута укосу борта кар'єрного поля усього на один градус при погашенні гірничих робіт призводить до зменшення об'єму розкриву на 5-10 %. 
Кут укосу неробочого борту кар'єру βн (град.) у кінцевому положенні дорівнює куту укосу кар'єрного поля.